# Acadêmicos da Cartola
Grêmio Recreativo Escola de Samba Acadêmicos da Cartola (ou simplesmente Cartola)  é uma escola de samba de Bauru, São Paulo.
A escola é a maior vencedora do Carnaval de Bauru, uma vez que venceu em 1987 e entre 1995 e 2011, após dois carnavais ficando em segundo lugar (2016 e 2017) voltou a ser campeã novamente em 2018.
No Carnaval de 2011, na volta dos desfiles ao Sambódromo, a agremiação foi a segunda entre seis escolas de samba a desfilar, tendo "roubado a cena da festa", na avaliação da imprensa. No entanto, na apuração, a escola apenas obteve a segunda colocação.

## Carnavais
| Ano  | Colocação   | Grupo | Enredo | Carnavalesco           | Ref.                    |
| ---- | ----------- | ----- | --- | ---------------------- | ----------------------- |
| 2011 | Vice-campeã | Único | Mulher, fonte de amor e vida Compositor:Nelson Gonçalves. Intérpretes:Nilo Peçanha e Marcinho SP           | José Horácio Gonçalves | [ 1 ] [ 7 ] [ 5 ] [ 4 ] |
| 2012 | Campeã      | Único | A Vida é uma Festa!                                                                                        | José Horácio Gonçalves | [ 8 ] [ 9 ]             |
| 2013 | Campeã      | Único | Cartola canta o grande mago da ópera de rua                                                                | José Horácio Gonçalves | [ 10 ] [ 11 ] [ 12 ]    |
| 2014 | Campeã      | Único | Os Frutos de uma terra abençoada: Uba-Uru                                                                  | José Horácio Gonçalves |                         |
| 2015 | Campeã      | Único | Sou mágico, sou místico. Eu sou o sete. E tenho segredos para contar na avenida                            | José Horácio Gonçalves |                         |
| 2016 | Vice Campeã | Único | A paixão corre na veia, são 40 anos de felicidade                                                          | José Horácio Gonçalves |                         |
| 2017 | Vice Campeã | Único | Felizes para sempre no reino encantando da Cartola                                                         | Claudio Goya           |                         |
| 2018 | Campeã      | Único | As mãos que trazem a vida, criam, agradecem e fazem o carnaval                                             | Claudio Goya           |                         |
| 2019 | Vice Campeã | Único | As Cores                                                                                                   | José Horácio Gonçalves |                         |
| 2020 | Campeã      | Único | Vida Cigana (O céu é meu teto, a terra é minha Pátria, a liberdade é a minha religião... OPTCHÁ).          | José Horácio Gonçalves | [ 13 ]                  |
| 2021 |             |       | NÃO SE REALIZOU OS DESFILES DEVIDO A PANDEMIA DE COVID-19.                                                 |                        |                         |
| 2022 |             |       | NÃO SE REALIZOU OS DESFILES DEVIDO A PANDEMIA DE COVID-19.                                                 |                        |                         |
| 2023 | Vice Campeã | Único | Uma noite de Rei.                                                                                          | José Horácio Gonçalves |                         |
| 2024 | Campeã      | Único | Sentidos da Vida, Cartola de alma e coração na Avenida! Compositores: Adílio Nascimento e Armando Polêmico | José Horácio Gonçalves |                         |
|      |             |       | |                        |                         |